# Centralni ring jezici
Centralni ring jezici, nigersko-kongoanska jezična podskupina od (7) ring jezika, šire skupine narrow grassfields, koji se govore na području Kameruna. Zajedno s južnom i zapadnom podskupinom i jezikom Lamnso’ čine ring jezike. 
Predstavnici su babanki [bbk] (22.500; 2000 SIL); bum bmv] (21.400; 2001 SIL); kom [bkm] (233.000; 2005); kuk [kfn] (3,000; 2001 SIL); kung [kfl] (1.750; 2001 SIL); mmen [bfm] (35.000; 2001 SIL); i oku [oku] (40.000; 1991 SIL).

## Vanjske poveznice
- Ethnologue (14th)
- Ethnologue (15th)